# Heinrich Magnani

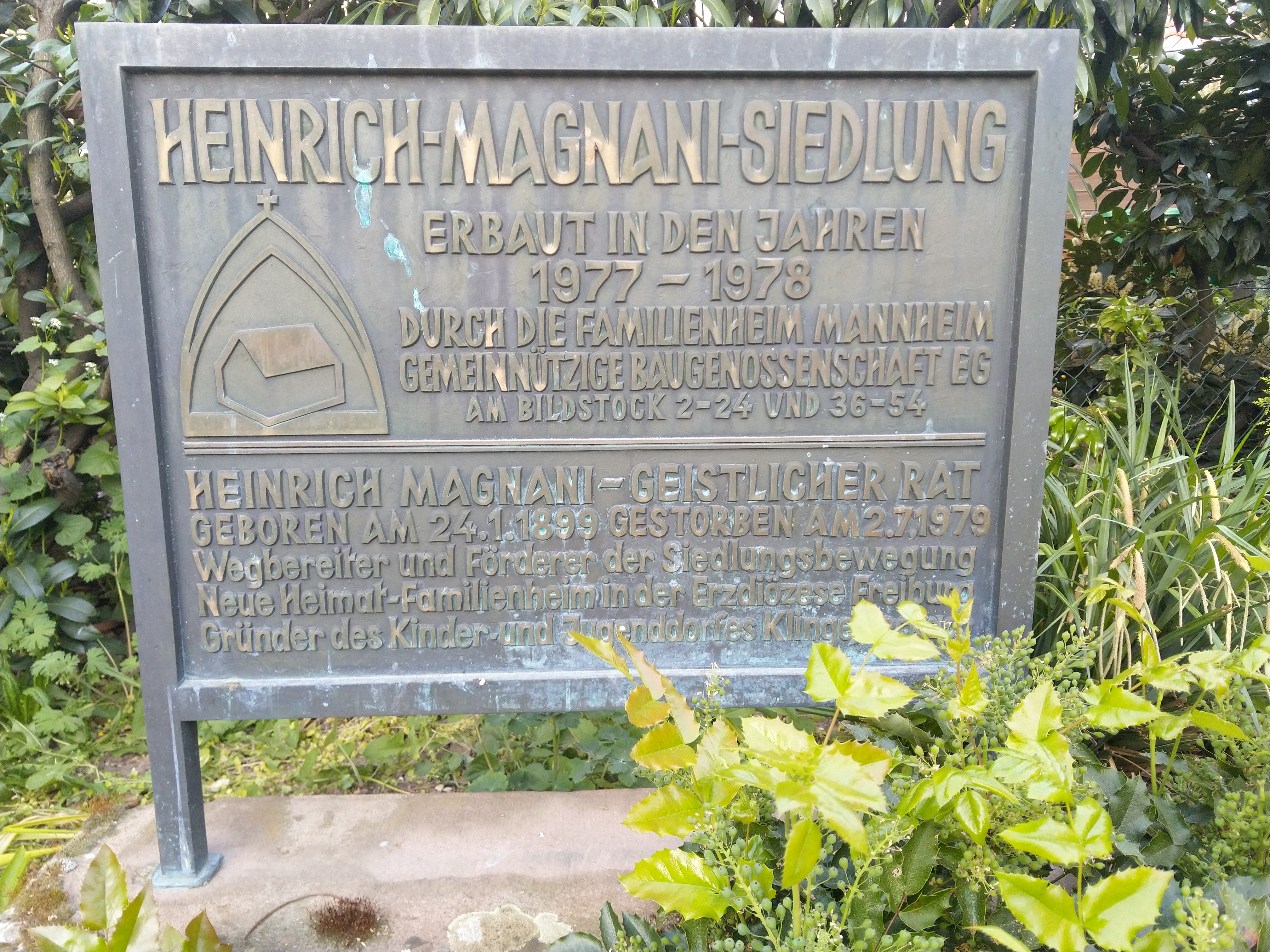
Heinrich-Magnani-Siedlung Ladenburg

Heinrich Magnani (* 24. Januar 1899 in Ettlingen; † 2. Juli 1979 in Hettingen) war ein deutscher katholischer Priester. Er gründete die Neue Heimat Baden als erste gemeinnützige Baugenossenschaft nach dem Krieg und das Kinder- und Jugenddorf Klinge in Seckach.

## Leben

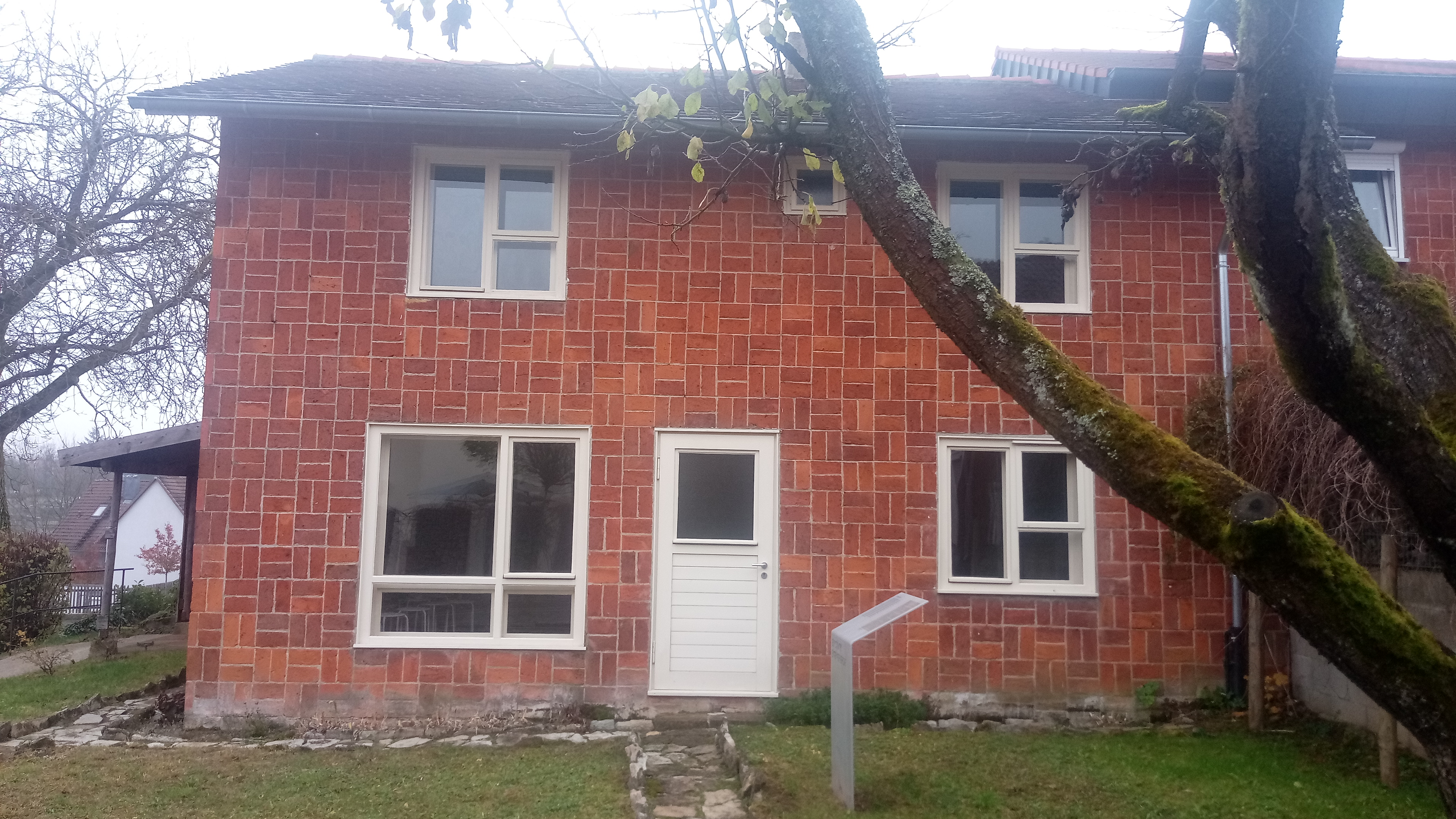
Eiermann-Magnani-Museum in Hettingen im Neckar-Odenwald-Kreis

Magnani war zweites von vier Kindern des Baumeisters Enrico Angelo Magnani und seiner Frau Maria Magnani, geborene Nelles.
Von 1916 bis 1919 war er freiwilliger Soldat im Ersten Weltkrieg. Nach dem Abitur 1919/1920 studierte er Theologie in Freiburg und wurde 1926 zum Priester geweiht. Ab 6. November 1935 wirkte Magnani in Hettingen zunächst als Pfarrverweser, ab 1938 als Pfarrer.

## Ehrungen
- Geistlicher Rat (1952)

- Bundesverdienstkreuz am Bande (1953)

- Bundesverdienstkreuz 1. Klasse (1958)
- Großes Verdienstkreuz (1979)
- Heinrich-Magnani-Straße in Ettlingen
- Ehrenbürger von Hettingen (1962)
- Ehrenbürger der Gemeinde Seckach (1974)